# 托夫特冰川
托夫特冰川，是南極洲的冰川，位於彼得一世島西部，處於桑德港灣以南，在1927年由挪威探險隊發現，以該隊的領隊命名，現時由南極條約體系管理。